# Baltasar Gracián
Pour les articles homonymes, voir Gracián (homonymie).
Ne doit pas être confondu avec Baltasar Garzón.
Baltasar Gracián y Morales, né le 8 janvier 1601 à Belmonte del Río Perejil (aujourd'hui Belmonte de Gracián), près de Calatayud, en Espagne, et mort le 6 décembre 1658 à Tarazona, près de Saragosse, est un écrivain et essayiste jésuite du Siècle d'or espagnol.

## Biographie

### Jeunesse et formation
Fils d'un médecin aragonais dont les cinq enfants embrassèrent la carrière ecclésiastique, Baltasar Gracián fut élevé par son oncle, qui était prêtre, puis étudia à l'école jésuite de Saragosse de 1616 à 1619 où il devint novice à 18 ans. En 1621, il étudia la philosophie au collège de Calatayud et en 1623 la théologie à Saragosse. Il fut ordonné prêtre en 1627 et, après avoir rejoint la Compagnie de Jésus en 1633, prononça ses vœux en 1635. Il enseigna ensuite dans plusieurs écoles de la compagnie, passant notamment à Huesca où il rencontra l'aristocrate érudit, Vincencio Juán de Lastanosa, qui devint son mécène et lui ouvrit les portes de son prestigieux salon, où il rencontra probablement Gaston d'Orléans, frère de Louis XIII.

### L'ascension

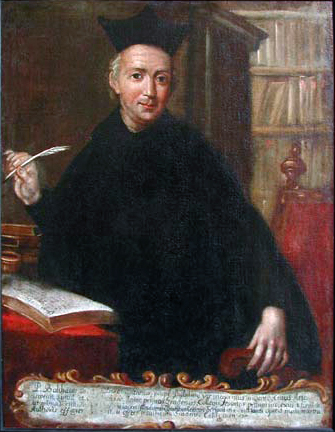
Baltasar Gracian (retable conservé à Graus)

En 1640, Baltasar Gracian devint le confesseur du vice-roi d'Aragon, l'Italien Francesco Maria Carafa, duc de Nocera, qu'il accompagna à la cour de Philippe IV, à Madrid, et à qui il dédia son ouvrage El Político don Fernando (Le Politique don Ferdinand le Catholique, 1640.) Malgré la disgrâce dans laquelle devait tomber le vice-roi un peu plus tard (injustement accusé d'entente avec l'ennemi français, il fut jeté en prison, où il devait périr un an plus tard), Gracián fera de celui qui était devenu son ami un vibrant éloge dans El discreto (L'Homme universel), paru en 1646, en même temps qu'il « condamne[rait], par de transparentes allusions, la conduite du roi. »
C'est en cette même année 1646 qu'il fut l'aumônier de l'armée qui reprit Lérida aux troupes françaises du comte d'Harcourt, lors de la guerre des faucheurs (1640–1659). Le zèle dont il fit preuve à cette occasion lui attira les éloges des soldats et officiers espagnols, qui le surnommèrent « le Père la Victoire. »
Gracián, qui avait par ailleurs acquis une grande réputation de prédicateur, fut nommé recteur de la Compagnie de Jésus à Tarragone, où il écrivit El Héroe (Le Héros), El Político (Le Politique) et El Discreto (L'Homme universel), ouvrages signés du semi-pseudonyme de Lorenzo Gracián (Lorenzo était le prénom de l'un de ses frères.)
En 1648, il reprit et amplifia son ouvrage de théorie esthétique paru une première fois en 1642, Agudeza y arte del ingenio (Art et figures de l'esprit.) Il y ajouta de très nombreuses citations de poètes aragonais plus ou moins obscurs, et notamment du chanoine Salinas, cousin de son protecteur et mécène Lastanosa. On suppose que Gracián, obligé de faire une place à Salinas pour complaire à son protecteur, entreprit de noyer les extraits de celui-ci dans la masse de tous ces auteurs cités, et que les éloges qu'il ne manqua pas de lui décerner sont en réalité, dans leur démesure, des moqueries déguisées.

### La chute
Gracián avait eu depuis longtemps de multiples démêlés avec ses supérieurs : qu'il s'agisse, en 1643 alors qu'il était à Valence, d'une lettre qu'il disait lui avoir été envoyée depuis les Enfers et que, pour attirer la foule à son sermon, il avait annoncé qu'il décachetterait et lirait en chaire (il fut obligé par ses supérieurs à se rétracter publiquement), ou de l'insolence avec laquelle il se vantait de l'argent que lui rapportaient ses livres, sans se soucier outre mesure de l'entorse qu'il faisait ainsi au vœu de pauvreté, il s'était acquis une réputation telle que le Supérieur général de la Compagnie de Jésus, Goschwin Nickel, alla jusqu'à le qualifier de « croix de ses supérieurs et fauteur de troubles. »   Ces libertés prises avec les règles de l'Église finirent par le perdre.
En 1651, il publia la première partie du Criticon sans l'autorisation de ses supérieurs : le fait était d'autant plus grave que, d'une part, Gracián avait toujours publié des œuvres profanes sans se soumettre à cette obligation, et que d'autre part la Compagnie ne cessait de rappeler à ses membres que, face aux attaques de ses détracteurs (Jansénistes en tête), ils se devaient de conserver une attitude et un comportement irréprochables. Gracián fit comme il avait toujours fait : il ignora les remontrances de ses supérieurs et publia en 1654 la seconde partie du Criticon, malgré l'interdiction expresse de ses supérieurs.
En 1655, Baltasar Gracián sembla enfin rentrer dans le rang, au grand soulagement de ses supérieurs : il sollicita leur approbation, qu'il obtint, en vue de publier sous son nom, et en sa qualité de jésuite, un ouvrage de piété : El Comulgatorio (L'Art de communier.)
Deux ans plus tard, Gracián publia pourtant la troisième partie du Criticon. Cette fois, c'en était trop pour le Supérieur général : aussi Gracián fut-il sanctionné et dut partir en exil à Graus, où il fut mis au pain et à l'eau, avant d'être nommé, sa santé déclinant rapidement à la suite de ce régime sévère, à Tarazona, ce qui constituait une demi-réhabilitation. Il mourut l'année suivante.

## L'œuvre et la pensée de Baltasar Gracián
L'œuvre de Baltasar Gracián peut se diviser en deux parties : dans la première, qui va du Héros (1637) à L'Homme de cour (1646), il s'attache à construire la figure de « L'Homme universel », sorte de héros mondain doué des vertus nécessaires à la réussite dans la société (au premier rang desquelles la vertu de prudence), dans une perspective qui n'est pas sans rappeler, au moins en apparence, le Prince de Machiavel. Dans la seconde partie de son œuvre, constituée par le Criticon, Gracián s'emploie à anéantir cette figure construite au fil des ouvrages antérieurs, et à condamner « sans appel [le] monument élevé par lui à la gloire du Héros. »

### Apparence, mensonge et dissimulation
Là où la philosophie platonicienne, reprise par saint Augustin, et donc par les Jansénistes, affirmait le primat de l'essence sur l'apparence, du fond sur la forme, de l'idée sur la matière, la philosophie de Baltasar Gracián, héritière en cela du thomisme aristotélicien, constitue une tentative de réhabilitation de l'apparence et de la forme. « Ce n'est pas assez que la substance, écrit Gracián dans L'Homme de cour, il y faut aussi la circonstance » : puisque la justice et la vérité, aux yeux des hommes, comptent moins que les apparences dont elles se revêtent, le sage se doit non seulement d'être vertueux, mais également de soigner les apparences de cette vertu. Il lui faut « faire, et faire paraître », explique ainsi la cent trentième maxime de L'Homme de cour, parce que « le bon extérieur est la meilleure garantie de la perfection intérieure. » L'apparence peut même, le cas échéant, suppléer le défaut de substance : « si tu n'es pas chaste, dit le proverbe, fais semblant de l'être. »
L'éloge de l'apparence se rapproche ainsi dangereusement d'une justification du mensonge, mais le casuiste émérite qu'était Gracián ne franchit jamais le pas : il ne faut pas mentir, écrit-il ; tout en ajoutant : il ne faut pas dire toute la vérité :
«  Il ne s'agit pas tant, écrit un commentateur contemporain, de tromper que de "laisser croire." Pratique d'un cynisme suave : les hommes aiment si peu la vérité qu'il est inutile de courir le risque de leur mentir. Leur propre médiocrité morale se chargera de les en détourner.  »
C'est le roi Ferdinand II d'Aragon, dit « le Catholique » qui fut selon Gracián le maître en cet art de l'apparence qui est en même temps un art de la dissimulation :
«  les courtisans de ce monarque les ignorèrent [les ressorts de sa politique], quoique tous les jours appliqués à les épier, à les démêler, à les deviner. Tous les soins de ces politiques curieux n'étaient que des coups en l'air : le prince ne leur fut jamais connu que par les événements successifs, dont le nouvel éclat les surprenait de plus en plus.  »

### Le Criticonou la vanité du monde

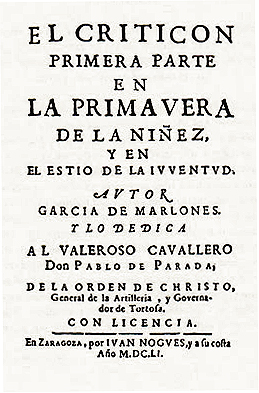
Page de titre de la première édition du Criticon

Les trois parties du Criticon, publiées en 1651, 1653 et 1657, eurent un grand écho en Europe. Il s'agit sans aucun doute du chef-d'œuvre de l'auteur, de l'une des grandes réalisations du Siècle d'or, et de l'ouvrage le plus difficile d'accès de la littérature espagnole. C'est un long roman allégorique parsemé de touches philosophiques qui rappelle le style romanesque byzantin par les nombreuses vicissitudes et aventures auxquelles les personnages sont confrontés, ainsi que le roman picaresque par sa vision satirique de la société qui transparaît dans le long pèlerinage que font les principaux personnages, Critilo, « l'homme critique », qui incarne la désillusion, et Andrénio, « l'homme naturel », qui représente l'innocence et les instincts primaires. L'auteur utilise sans cesse une technique perspectiviste qui se déploie selon les idées ou les points de vue de chacun des deux personnages. L'un des plus fervents admirateurs de ce roman, le philosophe allemand du XIXe siècle Arthur Schopenhauer (qui considérait le Criticon comme le plus grand roman allégorique de tous les temps), a repris à son compte ce qui lui a semblé être la philosophie contenue dans le roman : le pessimisme.

#### Résumé sommaire
Critilo, un homme du monde, fait naufrage sur le rivage de l'île de Sainte-Hélène, où il rencontre Andrenio, l'homme de la Nature, qui a grandi complètement à l'écart de la civilisation. Ils commencent ensemble le long voyage vers l'Île de l'Immortalité, parcourant la longue route semée d'embûches de la vie. Dans la première partie (« Du printemps de l'enfance à l'été de la jeunesse »), ils rejoignent la cour du roi où ils souffrent de toutes sortes de déceptions ; dans la deuxième partie (« Judicieuse et civile philosophie dans l'automne de l'âge viril »), ils traversent l'Aragon, où ils rendent visite à Salastano (anagramme du nom de l'ami de Gracián, Lastanosa), voyagent en France, que l'auteur appelle « le désert d'Hypocrinde », uniquement peuplé d'hypocrites et de cancres, et terminent leur voyage par la visite d'une maison de fous. Dans la troisième partie (« Dans l'hiver de la vieillesse »), ils vont à Rome et y découvrent une académie où se trouvent les hommes les plus ingénieux, puis finissent par rejoindre l'Île de l'Immortalité.

## Le style de Gracián
Considéré comme typiquement représentatif du baroque espagnol, le style de Gracián, génériquement appelé conceptisme, est caractérisé par l'emploi d'ellipses et par la concentration d'un maximum de sens dans une forme la plus brève possible, un style appelé en espagnol l'agudeza (l'« acuité ») et porté à son extrême dans L'Homme de cour, un livre composé uniquement de presque trois cents maximes commentées. Gracián joue continuellement avec les mots et chaque phrase devient un puzzle rhétorique complexe.
Ce conceptisme, qui fut théorisé dans le traité Agudeza y arte de ingenio (Art et figures de l'esprit), prolonge et s'oppose au cultisme, développé par les continuateurs de l'œuvre du poète Góngora, en ce que ce dernier entend s'attacher uniquement à la beauté formelle, tandis que Gracian exige « la densité de la pensée, [qui doit être] aussi raffinée que la forme. »

## Postérité et admirateurs
Il fut admiré par Arthur Schopenhauer qui a traduit son Art de la prudence en allemand, ainsi que par Vladimir Jankélévitch et Jacques Lacan, et son œuvre influença des auteurs comme La Rochefoucauld, Voltaire, Nietzsche, Philippe Muray, Philippe Sollers, Frédérick Tristan, Guy Debord ou Frédéric Schiffter.

## Œuvres
- El Héroe (1637) (Le héros)
- El político don Fernando el Católico (1640)
- Arte de ingenio, tratado de la agudeza (1642)
- El Discreto (1646) (L'homme universel)
- Oráculo manual y arte de prudencia (1647) (L'Homme de cour)
- Agudeza y arte de ingenio (version définitive de l'ouvrage Arte de ingenio, tratado de la agudeza, 1648)
- El Comulgatorio (1655)
- El Criticón (1651-1657)

### Traductions françaises
- René Bouvier, Le Courtisan, l'honnête homme, le héros : pour présenter Le Héros, de Baltasar Gracián, 1937, 134 p. (BNF 32186895, ASIN B00182QFGM, SUDOC 023827904)
- L'Homme de cour, avec une préface-essai de Marc Fumaroli, traduit de l'espagnol par Amelot de la Houssaie, Gallimard, « Folio Classique », 2011, 654 p.  (ISBN 978-2-07-042132-9)
- L'Homme de cour. Traduit de l'espagnol par Amelot de la Houssaie, Champ Libre, 1972 ; Éditions Gérard Lebovici, (Paris), 1990,Texte intégral en ligne, rééd. Mille et une nuits, 1997, avec une postface de Gilles Tordjman[23].
- L'Art de la Prudence. Préface de Jean-Claude Masson, Paris: Rivages, 1994.
- Le Héros. Traduit de l'espagnol par Joseph de Courbeville, Champ Libre, 1973 ; éd. bilingue chez Sulliver, 1996
- L'Homme universel. Traduit de l'espagnol par Joseph de Courbeville, Champ Libre, 1980
- Le Politique Dom Ferdinand le Catholique. Traduit de l'espagnol par Joseph de Courbeville, éditions Gérard Lebovici, 1984 ; rééd. PUF, 2010
- Art et figures de l'esprit. Traduit de l'espagnol par Benito Pelegrín, Seuil, Paris, 1983.
- Traités politiques, esthétiques, éthiques. Traduit de l'espagnol par Benito Pelegrín, Seuil, 2005 (regroupe l'ensemble de l'œuvre non romanesque de l'auteur)
- Le Criticon
  - Traduit de l'espagnol par Éliane Sollé, éditions Allia, Paris, 1998-1999 (tomes I et II uniquement)
  - Traduit de l'espagnol par Benito Pelegrin, Seuil, 2008